# Estadio García Hermanos
El estadio municipal García Hermanos es un campo de fútbol del municipio español de Betanzos, en la provincia de La Coruña, Galicia. Es propiedad del Ayuntamiento de Betanzos y en él juega sus partidos como local el Betanzos Club de Fútbol.
El terreno de juego es de hierba natural, con unas medidas de 105×61 metros y cuenta con capacidad para 1000 espectadores.

## Historia
El 10 de abril de 1989, en un acto presidido por el entonces alcalde de Betanzos, Manuel Lagares Pérez, y el presidente de la Diputación de La Coruña, José Manuel Romay Beccaría, junto a otras autoridades autonómicas y provinciales, fue presentado el proyecto y maqueta de un nuevo campo de fútbol para Betanzos.
Se inauguró el 12 de agosto de 1990 con un partido amistoso entre el Brigantium y el Deportivo de La Coruña  y en él juega sus partidos como local el Betanzos CF. Su terreno de juego es de hierba natural y cuenta con una grada cubierta con capacidad para 1000 espectadores. La corporación municipal lo bautizó con ese nombre como homenaje a los Hermanos García Naveira.
En 1993 el Deportivo de La Coruña dirigido por Arsenio Iglesias, conocido en aquella época como "Superdépor", jugó un partido amistoso contra el conjunto betanceiro que, en aquel entonces, contaba en su equipo con el hermano de Bebeto.
Este campo sustituyó al viejo campo municipal de O Carregal, también de titularidad municipal y situado en sus proximidades, que aún se conserva para los entrenamientos y uso de las categorías inferiores del Betanzos CF.